# Henri-Arthur Bonnefoy
Pour les articles homonymes, voir Bonnefoy.
Cet article possède un paronyme, voir Henri Bonnefoy.
Henri Arthur Bonnefoy né le 4 avril 1839 à Boulogne-sur-Mer et mort le 20 février 1917 dans cette même ville est un peintre français.

## Biographie

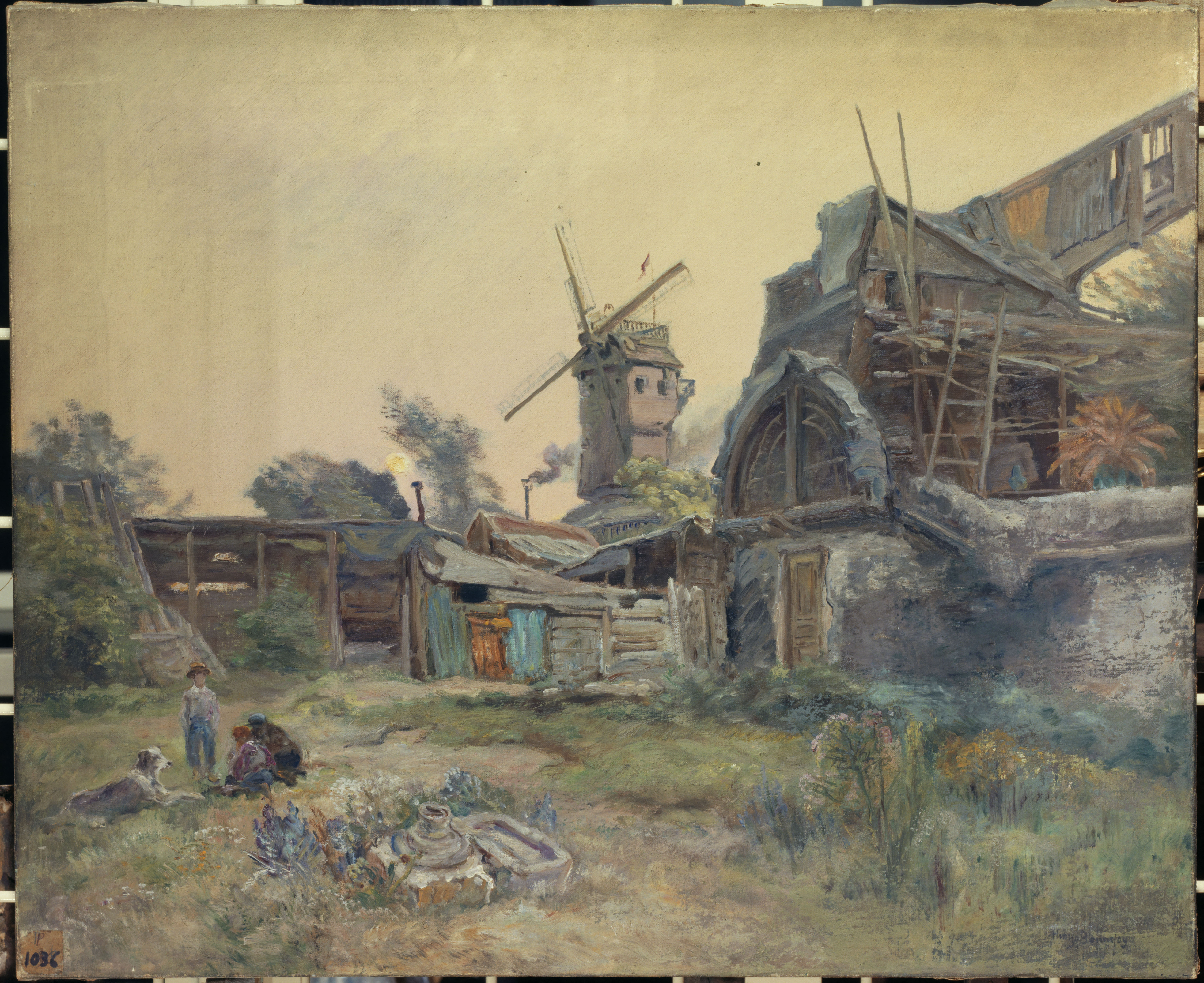
Moulins à Montmartre (vers 1900), Paris, musée Carnavalet.

Fils de Pierre-Ambroise Bonnefoy et de Julie Lanoy, Henri-Arthur Bonnefoy naît le 4 avril 1839 à Boulogne-sur-Mer. Il grandit dans un milieu intellectuel. Son père était directeur d'école en Haute-Ville et ses oncles, professeurs de musique et d'escrime dans cette même école.
En 1854[réf. souhaitée], il est l'élève de Léon Cogniet et est admis à l'École des beaux-arts de Paris le 4 mai 1861.
En 1856, il reçoit l'une de ses premières médailles, au cours de l'exposition de la Société des Amis des Arts de Boulogne-sur-Mer. Il s'agit d'une médaille de bronze pour La Rentrée du marché. Dès l'année suivante, il expose régulièrement au Salon parisien et ce jusqu'en 1912 (de 1904 à 1912 au Salon des Indépendants). Il expose également au Salon des artistes d'Arras de 1875 à 1904, à celui d'Amiens, de Douai entre 1877-1887 et de Boulogne-sur-Mer.
Il est membre de la Société des artistes français. Il reçoit une médaille de troisième classe au Salon des artistes français de 1880, une autre de seconde classe au Salon de 1884 et une médaille d’argent à l’Exposition universelle de 1889.
À partir de 1863, Henry Bonnefoy part faire un long séjour en Provence, autour de Cannes notamment, et envoie à Paris des paysages du Midi, brossés d’un pinceau libre et robuste[réf. souhaitée] (Abreuvoir aux environs de Cannes, Pin de Provence, Entrée de Saint-Cassien (1867)).
Après la bataille de Sedan, Bonnefoy fait partie du contingent militaire pour Alger. Rentré en France, il peint ses tableaux Intérieur juif de Constantine, Berbères dans le désert et Vue de ville arabe. Puis il va s'inspirer des paysages du Nord de la France, l'Artois et le Boulonnais, dans de paisibles scènes champêtres. Il envoie son Vent du Nord, environs de Boulogne-sur-mer au Salon de 1873, et La Herse, environs de Boulogne-sur-mer l’année suivante. Sur les traces d'Eugène Boudin, il sillonne également la Normandie (Paysage avec animaux à Trouville, 1893). À cette époque, il demeure et travaille à Paris au 42, rue Pierre-Fontaine dans le 9e arrondissement.
En 1911, un comité boulonnais tente sans succès de lui faire obtenir la croix de Légion d’honneur. Il laisse de nombreuses vues champêtres ou animalières, ainsi que des natures-mortes, toujours teintées de nostalgie.
Il semble qu'il exerce également le rôle de professeur auprès de quelques artistes tels Albert Declercq, Léonie et Lucienne Boulanger. Il fonde ce que l'on appelle "L'École de la Cluse", du nom d'une petite vallée située près de Boulogne-sur-Mer, son modèle favoris.
Henri-Arthur Bonnefoy meurt le 20 février 1917 à Boulogne-sur-Mer. À son décès, il était domicilié au 12, rue Louis Bègue. Lors de la séance du 16 juillet 1917, les membres de l'Administration municipale ont été unanimes à penser que Bonnefoy devait être inhumé dans une sépulture perpétuelle, concédée à titre gratuit, en qualité d'hommage public.

### Les acquisitions de l'État
L'État va confirmer plusieurs fois son talent en achetant ses envois aux salons. En 1868, l'État français fait l'acquisition de deux toiles : Paysage pour la somme de 800 Frcs et Le Ruisseau à la Cluse près de Boulogne. Les deux acquisitions sont ensuite déposées au musée de Boulogne-sur-Mer.
En 1870, pour 800 Frcs, Vue prise de Saint-Raphael. Saint-Cassien l'hiver en 1874 pour 1000 Frcs, aujourd'hui conservé au musée de Verdun et Juin au Danemark en 1880 pour le musée d'Auch.
En 1889, La Bonne place est achetée par le ministère des Beaux-Arts pour décorer initialement les demeures du Président et d Président du Conseil mais l'œuvre sera par la suite exposée à Nice. La même année est également acquis Dans la prairie, matinée de septembre aux environs de Boulogne-sur-Mer.

## Salons
- Salon de Paris :
  - 1880 : médaille de 3e classe ;
  - 1884 : médaille de 2e classe ;
  - 1889 : médaille d'argent.
- Salon des artistes français :
  - 1868 : Paysage ;
  - 1869 : Oliviers aux environs de Cannes, le soir ;
  - 1870 : Vue prise à Saint-Raphaël ;
  - 1872 : La Sieste ;
  - 1873 : Vent du Nord, environs de Boulogne-sur-mer ;
  - 1874 : La Herse, environs de Boulogne-sur-mer ; Saint-Cassien l'hiver ; Les Poules du voisin ;
  - 1876 : Le Blé nouveau ; Coin de jardin, à la campagne ;
  - 1877 : Un garde-champêtre ; Dia hue! dia dia ! ;
  - 1878 : Fraîcheur ; Temps lourd ;
  - 1879 : Aux environs de Cannes ; Camaraderie ;
  - 1880 : Juin en Danemark ; Madame, Monsieur et Bébé, médaille de 3e classe ;
  - 1881 : Délinquants ; Octobre - soir ;
  - 1882 : L'École buissonnière ; Le Bœuf et la grenouille ;
  - 1883 : Dans les bois ; Au pied du sapin ;
  - 1884 : Matinée de septembre, environs de Boulogne-sur-mer ; Juin, sous-bois, médaille de 2e classe ;
  - 1885 : Au Bord de l'étang ;
  - 1886 : Matinée d'Hiver à Saint-Cassien près de Cannes ; La Fin d'une belle journée ;
  - 1887 : Fin mai ;
  - 1888 : La bonne Place ; La Mare ;
  - 1889 : Poste avancé ; Printemps, médaille d'argent ;
  - 1890 : Un soir de septembre, pleine lune ;
  - 1891 : Le Jardin du moulin ;
  - 1892 : Asinus Asinum fricat ; La Place vide ;
  - 1893 : Retard ; Une manœuvre ;
  - 1894 : On ferme ; L'heure du picotin ;
  - 1895 : Pendant que le loup n'y est pas ;
  - 1896 : Moulin de la Galette ; À Corot ;
  - 1897 : Un coin du vieux Montmartre ;
  - 1898 : Calme ; Aide mutuelle ;
  - 1899 : Les petits Fiancés ;
  - 1900 : Flambage d'automne - environs de Boulogne-sur-mer ;
  - 1901 : Le Gué ; Bébés ruraux ;
  - 1902 : La Veuve du berger ;
  - 1903 : Repos à l'Ombre ; Bonhomie ;
  - 1904 : Noël ; À Elseneur (Danemark) ;
  - 1905 : L'Étoile du berger ;
  - 1906 : La Place du maître ; L'Enfant adoptif ;
  - 1907 : Les Moutons de Panurge ; La Favorite ;
  - 1908 : Tout chaud ; Place aux jeunes ;
  - 1909 : La pauvre Malade ; Le Mariage du berger ;
  - 1910 : L'Enfant prodigue (triptyque) ; Foins en fleurs ;
  - 1911 : Robinson Crusoë ; Beaucoup de bruit pour rien ;
  - 1912 : Au repos ; La Soif ;
  - 1913 : Au repos ; Environs de Cannes ;
  - 1914 : Mauvaises herbes ; Montmartre démolitions.

## Expositions
- 1885 : 27e exposition de la Société des amis des arts de la Somme à Amiens, Environs de Boulogne-sur-Mer
- Exposition à Sydney (Australie), médaille de 1re classe.
- Du 6 mars au 21 juin 1999, Nevers, musée de la Faïence et des Beaux-Arts, Les Cinq sens.

## Collections publiques
- Arras, musée des Beaux-Arts : Marine[7].
- Boulogne-sur-Mer, château-musée :
  - Les Moutons, vue du Boulonnais, 1903, huile sur toile ;
  - Le Fort d'Ambleteuse.
- Bourg-en-Bresse, musée de Brou : Les petits Fiancés, huile sur toile[8].
- Calais, musée des Beaux-Arts : Pêcheurs.
- Nevers, musée municipal Frédéric Blandin : Poules, huile sur bois[9].
- Orléans, musée des Beaux-Arts : Jeunes filles gardant les vaches près du ruisseau.
- Paris, musée du Louvre : Cheval blanc et âne tournés vers la gauche, 1888, dessin à la plume[10].
- Toulouse, musée des Augustins : Matinée de Septembre, 1884.